# Савченко Яків Григорович
Я́ків Григо́рович Са́вченко (*  2 квітня 1890, с. Жабки Лохвицького району Полтавської області —† 2 листопада 1937, Київ) — український поет, літературний критик та публіцист, брат поета Павла Савченка.

## Біографія
Яків Григорович Савченко народився 2 квітня 1890 року в селі Жабки (між 1928 та 2016 роками — с. Луценки) Лохвицького району Полтавської області в селянській сім'ї.
Учився в Київському університеті, проте не закінчив його. Працював у видавництві «Струмок» (Житомир), потім учителював на Сумщині.
У Києві мешкав у будинку письменників Роліт.
У 1920-х роках Савченко працював у київських газетах «Більшовик» і «Пролетарська правда», з 1929 року — редактором у ВУФКУ й на кінофабриці (1931—1933 рр.). У цей же період викладав теорію драми, сценарію і літератури на сценарному та режисерському факультетах Київського кіноінституту.
1933 року звільнений як з викладацької, так і з редакторської роботи «за протягування націоналістичних поглядів». Ім'я Савченка стало раз по разу виникати у показаннях письменників, заарештованих 1934-го і наступних років.

## Творчість
Перший вірш надрукований у львівській «Ілюстрованій Україні» (1913). У 1917—1926 рр. друкувався в журналі «Шлях», «ЛНВ», «Універсальний журнал», «Мистецтво», «Глобус», «Життя й Революція», «Гарт». Яків Савченко постійно виступає в періодиці зі статтями, фейлетонами, поезіями. 1918 року в Житомирі побачила світ перша збірка Якова Савченка «Поезії, кн. 1». 1921 року вийшла друга збірка «Земля». По тому поетичних книжок Савченко не видавав, хоча й публікував окремі вірші в періодиці.
У поезії розпочав з оспівування національно-визвольної революції, перебував якийсь час під впливом французького (Стефан Малларме) і російського символізму (Федір Сологуб) і став символістом тичинівського типу з його неоромантикою і революційною патетикою. Як редактор «Літературно-критичного Альманаху» (1918) й один із засновників «Музагету» Савченко належав до основоположників українського символізму. Якийсь час співпрацював з панфутуристами.
Найпліднішим періодом творчого життя критика були друга половина 20-х — початок 30-х років. Він активно друкувався в газетах і журналах, окремими виданнями вийшли книжки: «Азіятський апокаліпсис» (1926), «Поети й белетристи», «Проти реставрації греко-римського мистецтва» (1927), «Доба й письменник», «Народження українського радянського кіно» (про О. Довженка, 1930), «П'ятнадцять років театру імені Ів. Франка» (1935).
Перейшовши на літературну публіцистику і ставши провідним членом літературних організацій «Жовтень» та ВУСПП, дотримувався у своїй діяльності офіційних позицій і настанов, виступаючи проти неокласиків і ваплітян. У багатьох своїх працях Яків Савченко виявив неабияке обдаровання аналітика, проте й показав себе в літературній боротьбі того часу одним із найпомітніших представників войовничої вульгарно-соціологічної критики.
Про творчість Якова Савченка писали А. Ніковський (у зб. «Vita Nova», 1920), М. Зеров, Ю. Меженко, Д. Загул, О. Дорошкевич й інші.

## Репресії
Серед ночі 17 вересня 1937 року, за постановою військового прокурора КВО бригвійськюриста Дубеліра, Яків Савченко заарештований у себе на квартирі. Крім співробітників НКВС, були присутні 25-річна дружина Савченка — В. Ф. Федорова і двірник І. П. Нізельський.
Під час трусу, як свідчить протокол, вилучено лист Якова Савченка до Івана Микитенка на 7 аркушах («про організації»), валіза книжок («150 шт.»), різне листування і пака фотографій.
1 жовтня йому було пред'явлено звинувачення в тому, що «він є учасником антирадянської націоналістичної організації і за завданням цієї організації проводив проти Радянської влади шпигунську, шкідницьку і терористичну діяльність». До того ж йому не забули короткочасного співробітництва в газеті «Україна», що виходила в час Директорії в Кам'янці-Подільському.
Допитували Якова Савченка слідчі Держбезпеки лейтенант Зарубін і молодший лейтенант Хазін. Складений ними 21 жовтня звинувачувальний висновок затвердив начальник IV відділу УДБ НКВС УРСР капітан Хатеневер.
29 жовтня звинувачувальний висновок затвердив помічник прокурора СРСР Рагинський.
1 листопада 1937 року Військова Колегія Верховного Суду СРСР винесла вирок: найвища міра покарання — розстріл.
Наступного дня Якова Савченка не стало.

### Цитата зі«Сталінських списків»
| САВЧЕНКО Яков Григорьевич 21.10.37 Украинская ССР, Центральный аппарат УГБ НКВД УССР Кат.1 [2] |
Підписи: «Сталин, Молотов, Каганович, Ворошилов, Микоян»
Разом із Яковом Савченко у цьому списку того ж дня були приречені до страти підписами Сталіна, Молотова, Кагановича, Ворошилова та Мікояна — українські письменники Михайло Биковець, Майк Йогансен, Андрій Михайлюк, Анатолій Патяк, Михайль Семенко, Микола Скуба, українські мовознавці Олексій Синявський та Микола Станиславський.

### Цитата з архіву СБУ
| Савченко Яків Григорович 03.03.1890 Харківська губернія Роменський пов., с. Луценкові Українець Середня творча інтелігенція; письменник безпартійний Одружений (одружена) дружина - Федорова Валентина Федорівна 1913 р.,; дочка - Галина 1920р. 18.09.1937 ст. 54-7 КК УРСР 1927-60рр. (економічна контрреволюція); ст. 54-8 КК УРСР 1927-60рр. (терористичний акт); ст. 54-11 КК УРСР 1927-60рр. (підготування до контрреволюційних злочинів) Військова колегія; Верховний суд; СРСР 01.11.1937 ВМП (розстріл); конфіскація усього майна, яке належить засудженому на правах особистої власності розстріляний 02.11.1937р. у м. Києві Фонд № 6, АІДС № 3086, арх. № 46488 [3] |

### Реабілітація
За клопотанням Спілки письменників України судово-слідчу справу Якова Савченка переглянуто 1957 року. Військовою колегією Верховного Суду СРСР опитано людей, які його добре знали: письменників Любомира Дмитерка, Володимира Сосюру, Леоніда Смілянського. 27 листопада 1958 року вирок від 1 листопада 1937 року скасовано за відсутністю складу злочину.
Якова Савченка було реабілітовано посмертно.